# Columneinae
Columneinae Hanst., 1854 è una sottotribù di piante angiosperme appartenenti alla famiglia Gesneriaceae (sottofamiglia Gesnerioideae, tribù Gesnerieae).

## Descrizione

### Portamento
Le specie di questa tribù sono delle piante epifite o meno frequentemente delle erbe terrestri, degli arbusti o viticci suffrutiscenti. Il portamento può essere strisciante, decombente, rampicante o lianoso (fino a 5 metri in Drymonia) e più o meno succulento. Eccezionalmente la parte ipogea della pianta può essere un tubero; o altrimenti formata da radici fibrose. I nodi sono trilacunari con fasci laterali divisi.

### Foglie

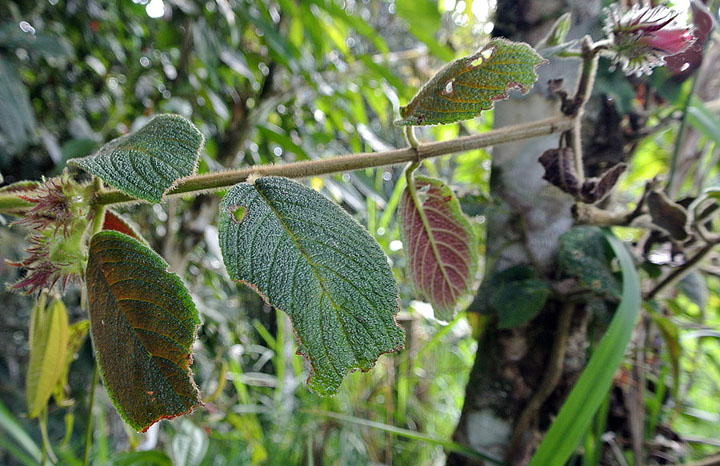
Le foglie
Alloplectus weirii

Le foglie lungo il caule sono disposte in modo opposto, talvolta sono verticillate o a ciuffi e sono isofille o anisofille. Le lamine, picciolate o subsessili, possono essere succulenti, membranose, carnose, cartacee o coriacee con forme oblanceolate o ellittiche. In alcune specie sono decorrenti. Le cellule dell'epidermide abassiale hanno pareti laterali diritte e stomi dispersi irregolarmente. In alcune specie la lamina presenta dei disegni colorati anche con zone nettarifere (Codonanthe).

### Infiorescenze

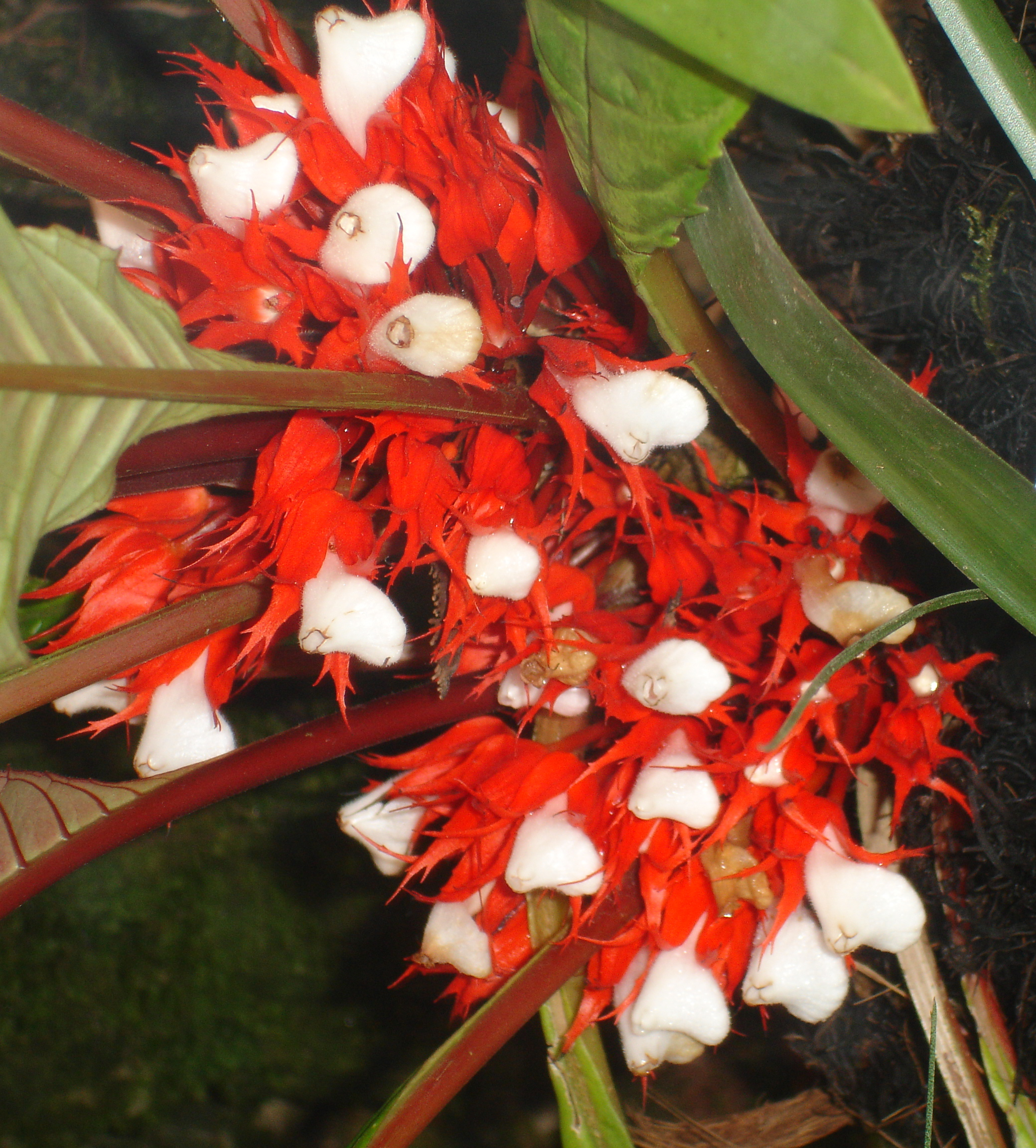
Infiorescenza
Paradrymonia hypocyrta

Le infiorescenze sono formate da pochi/molti fiori a volte sottesi da bratteole. Alcune infiorescenze sono di tipo ombrellifero con una decina di fiori, in altri casi si hanno delle strutture congestionate con molti fiori. Sono presenti anche infiorescenze ascellari.

### Fiori

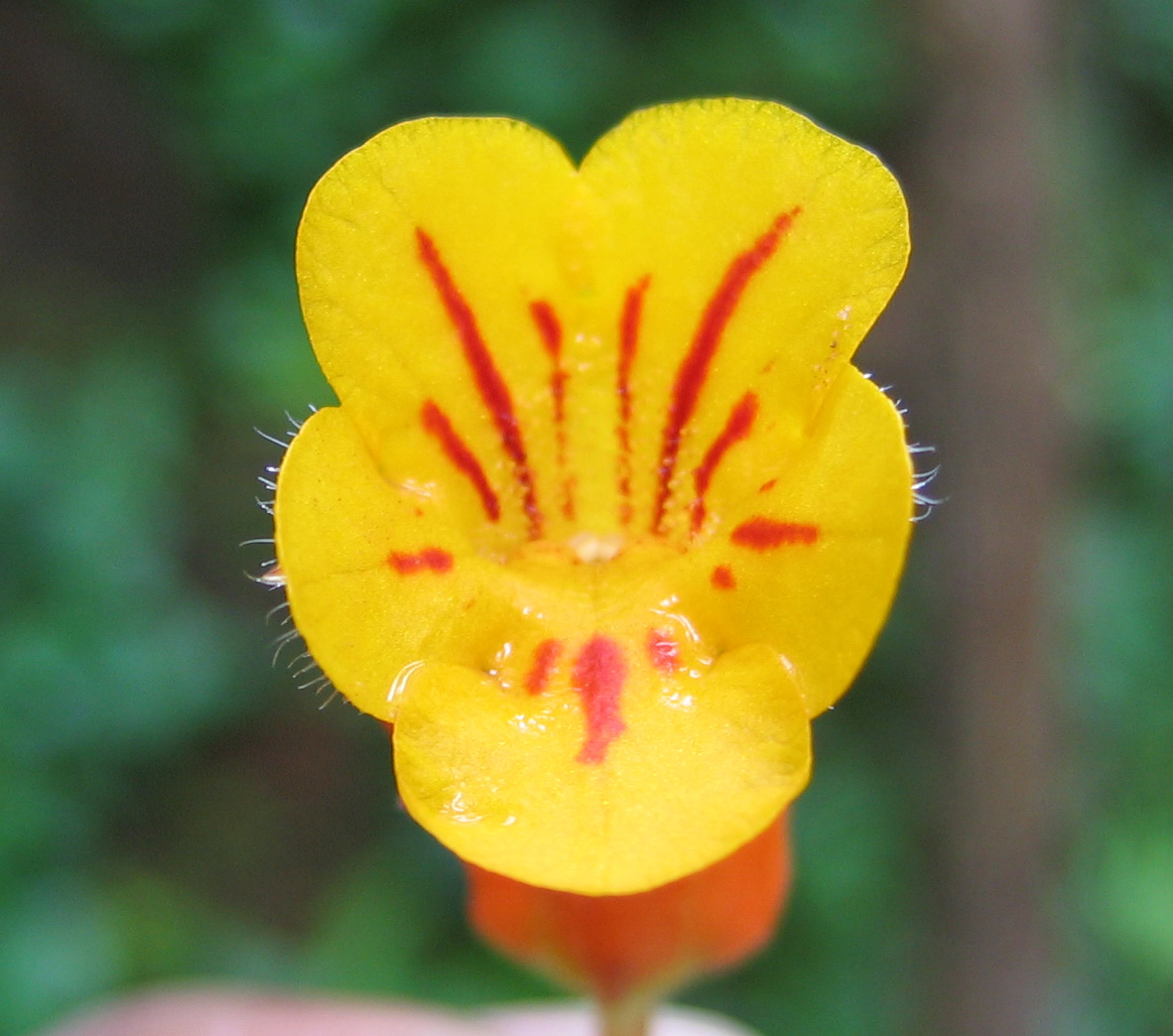
ll fiore
Chrysothemis pulchella

I fiori sono ermafroditi, zigomorfi (a parte il calice attinomorfo di alcune specie) e tetraciclici (ossia formati da 4 verticilli: calice– corolla – androceo – gineceo) e più o meno pentameri (ogni verticillo ha 5 elementi). In Alloplectus s.str. e in parte in Nematanthus i fiori sono resupinati.
- Formula fiorale:

* K (5), [C (2 + 3), A (2 + 2 + 1)], G (2), supero/infero, capsula/bacca.
- Il calice, gamosepalo (i sepali sono connati) oppure i sepali sono liberi, è composto da 5 denti a volte ineguali con forme tipo lacinie, lineari o lanceolate e margini interi o seghettati. La forma del calice può essere piatta o da campanulata a urceolata; qualche volta alata. A volte anche il calice è colorato con tonalità diverse dall'usuale verde.

- La corolla, gamopetala, è composta da 5 petali connati con forme più o meno da tubolari (anche cilindriche) a campanulate, imbutiformi o urceolate con parte basale eretta o obliqua; a volte con zone gibbose o alla base con corti speroni laterali. L'apice può essere debolmente o fortemente bilabiato (anche questo obliquo) con margini dentati o fimbriati.  Può essere presente un anello interno di peli all'inserzione degli stami. I colori variano da bianco, giallo, arancio, rosso o blu, a volte con punteggiature o linee rosse o altre tonalità.

- L'androceo è formato da 4 stami didinami e adnati alla base della corolla. I filamenti possono essere piatti oppure occasionalmente contorti. Le antere, con forme da orbicolari a oblunghe o sagittate, sono coerenti (altre volte tendono ad essere libere) con deiscenza longitudinale; in alcune specie sono deiscenti per 2 o 4 pori. Il nettario normalmente è formato da una singola dorsale ghiandola biloba; raramente da 5 ghiandole separate o in altre configurazioni. In genere gli stami sono inclusi nella corolla (non sporgenti).

- Il gineceo ha un ovario supero, bicarpellare e uniloculare. In genere la forma è globosa-ovoide o conica. Lo stilo è unico con stigma bifido o capitato, a volte è di tipo stomatomorfico (a forma di bocca con due brevi labbra).

### Frutti

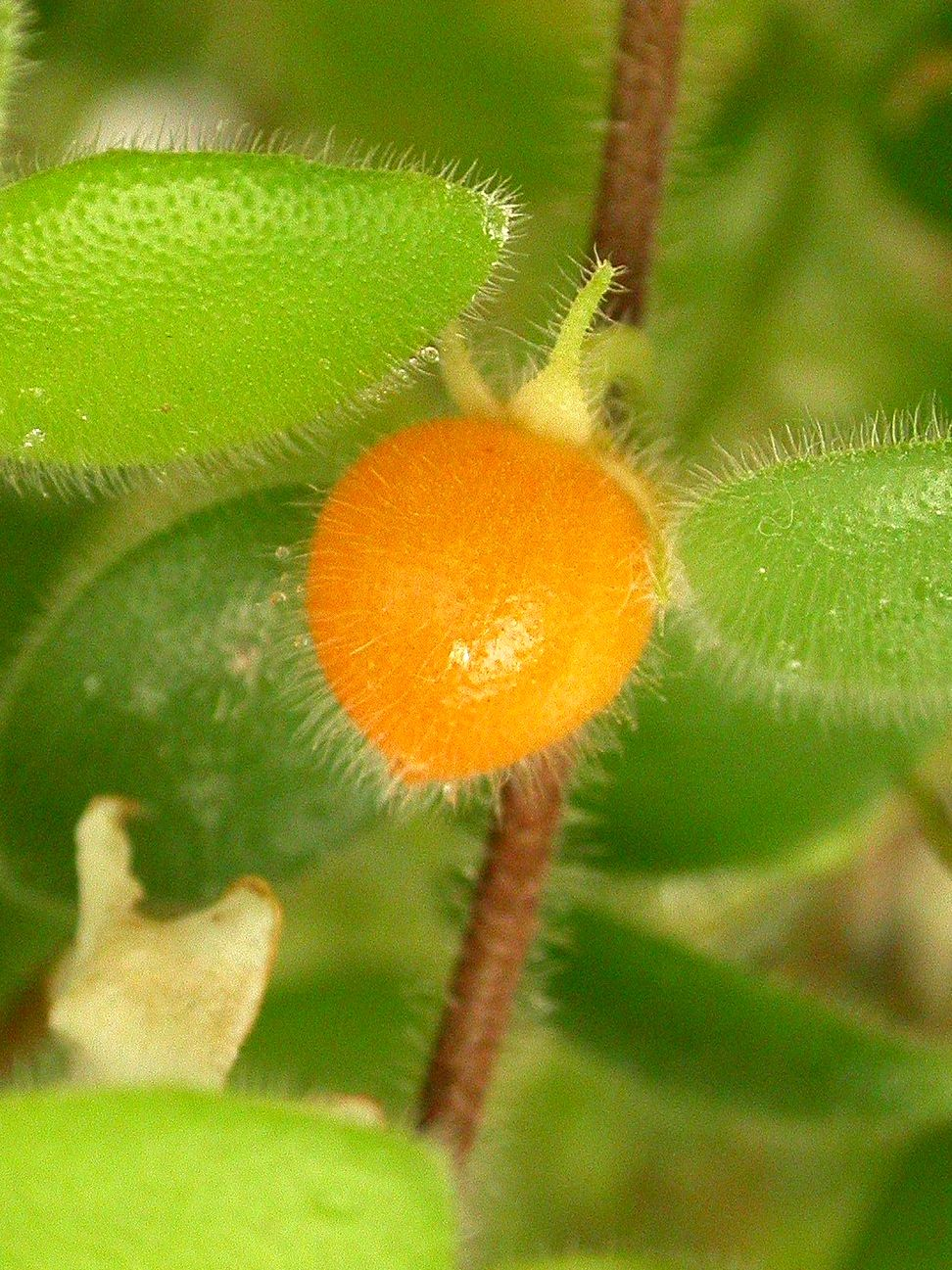
ll frutto
Codonanthe devosiana

I frutti sono delle soffici bacche oppure delle capsule carnose e bivalvi con deiscenza loculicida. A volte i frutti sono inclusi nel calice persistente. I semi sono numerosi e con gambi carnosi.

## Biologia
La riproduzione di queste specie avviene grazie all'impollinazione mediata dagli insetti (impollinazione entomogama).
I semi cadendo a terra (dopo aver eventualmente percorso alcuni metri a causa del vento - dispersione anemocora) sono dispersi soprattutto da insetti tipo formiche (mirmecoria).

## Distribuzione e habitat
Le specie di questa tribù sono distribuite unicamente nel Nuovo Mondo, soprattutto America centrale e Meridionale. Gli habitat variano da quelli subtropicali a quelli tropicali.

## Tassonomia
La famiglia Gesneriaceae comprende 152 generi con circa 3500 specie, distribuite soprattutto nell'area tropicale e subtropicale tra il Vecchio e Nuovo Mondo La famiglia è suddivisa in tre sottofamiglie. La sottotribù Columneinae appartiene alla sottofamiglia Gesnerioideae, tribù Gesnerieae.

### Generi
La sottotribù comprende 26 generi con oltre 500 specie:
- Alloplectus Mart., 1829 (7 spp.)
- Alsobia Hanst., 1854 (6 spp.)
- Centrosolenia Benth., 1846 (13 spp.)
- Christopheria J.F.Sm. & J.L.Clark, 2013 (1 sp.)
- Chrysothemis Decne, 1849 (9 spp.)
- Codonanthe (Mart.) Hanst., 1854 (9 spp.)
- Codonanthopsis Mansf., 1934 (13 spp.)
- Columnea Plum. ex L., 1753 (218 spp.)
- Corytoplectus Oerst., 1858 (12 spp.)
- Crantzia Scop., 1777 (2 spp.)
- Cremersia Feuillet & L.E.Skog, 2003 (1 sp.)
- Drymonia Mart., 1829 (85 spp.)
- Episcia Mart., 1829 (9 spp.)
- Glossoloma Hanst., 1854 (30 spp.)
- Lampadaria Feuillet & L.E.Skog, 2003 (1 sp.)
- Lembocarpus Leeuwenb, 1958 (1 sp.)
- Lesia J.L.Clark & J.F.Sm., 2013 (2 spp.)
- Nautilocalyx Hanst., 1854 (41 spp.)
- Nematanthus Schrad., 1821 (32 spp.)
- Neomortonia Wiehler, 1975 (1 sp.)
- Pachycaulos J.L.Clark & J.F.Sm., 2013 (2 spp.)
- Pagothyra (Leeuwenb.) J.F.Sm. & J.L.Clark, 2013 (1 sp.)
- Paradrymonia Hanst., 1854 (11 spp.)
- Rhoogeton Leeuwenb, 1958 (2 spp.)
- Rufodorsia Wiehler, 1975 (5 spp.)
- Trichodrymonia Oerst., 1858 (29 spp.)

### Filogenesi

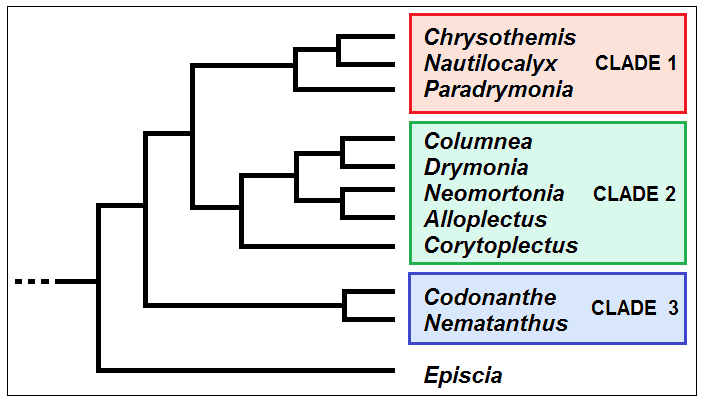
Cladogramma della tribù

La circoscrizione (e la struttura interna) di questa tribù è ancora in via di completamento; tuttavia tradizionalmente alcune "alleanze" sono state individuate dall'esame dei dati morfologici delle specie della tribù:
- a) Nautilocalyx alliance: formata dai generi Nautilocalyx, Paradrymonia s.l. e Chrysothemis; probabilmente è il gruppo basale della tribù; il portamento è principalmente terrestre talvolta con specie tuberose; i frutti sono delle capsule carnose bivalve;
- b) Alloplectus e Drymonia: con portamento da terrestre a epifita con frutti tipo capsula carnosa;
- c) Columnea alliance: formata dai generi Columnea s.l., Corytoplectus e (probabilmente) Neomortonia; portamento epifita con frutti a bacca;
- d) Episcia e Alsobia: portamento erbaceo stolonifero;
- e) Central American alliance: formata dai generi Rufodorsia, Oerstedina e Cobananthus; portamento per lo più epifita; frutti a capsule;
- f) Nematanthus, Codonanthe e Codonanthopsis: portamento tipo arbusto epifita, strisciante o lianoso; frutti a capsula carnosa; i semi spesso sono provvisti di un peduncolo carnoso.

I generi rimanenti (Bucinellina, Dalbergaria, Pentadenia e Trichantha) possono essere considerati come Genera of Uncertain Tribal Affiliation.
Gli ultimi studi molecolari di tipo filogenetico hanno in parte confermato le alleanze sopra descritte. Sono stati individuati diversi cladi sufficientemente supportati:
- clade: Alloplectus, Columnea, Corytoplectus e Drymonia relativo alla parte settentrionale del Sud America;
- clade: Codonanthe, Nematanthus, Codonanthopsis e Paradrymonia con il maggior centro di diversità nel Sud-Est del Brasile;
- clade: Alsobia, Oerstedina, Rufodorsia e Cobananthus del Centro America;
- clade: Paradrymonia, Nautilocalyx, Chrysothemis della Guyana Shield;
- clade: Lembocarpus, Cremersia e Rhoogeton della Guyana Shield;

Il collegamento tra questi cladi e il genere Episcia risulta debolmente supportato; anche la posizione del genere Neomortonia è problematica a causa dei conflitti tra i varii set di dati.
All'interno della sottofamiglia la tribù Episcieae risulta "gruppo fratello" della sottotribù Ligeriinae; entrambi questi due gruppi sono "gruppo fratello" del "core" della sottofamiglia formato dalle tribù Gloxinieae e Gesnerieae.
Il cladogramma a lato tratto dallo studio citato e semplificato mostra l'attuale conoscenza della struttura filogenetica della tribù (sono stati presi in esame solamente alcune specie di non tutti i generi della tribù).

### Alcune specie

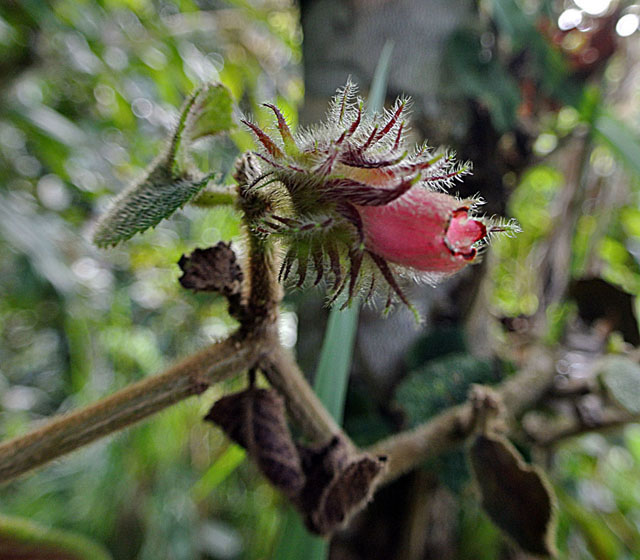
Alloplectus weirii
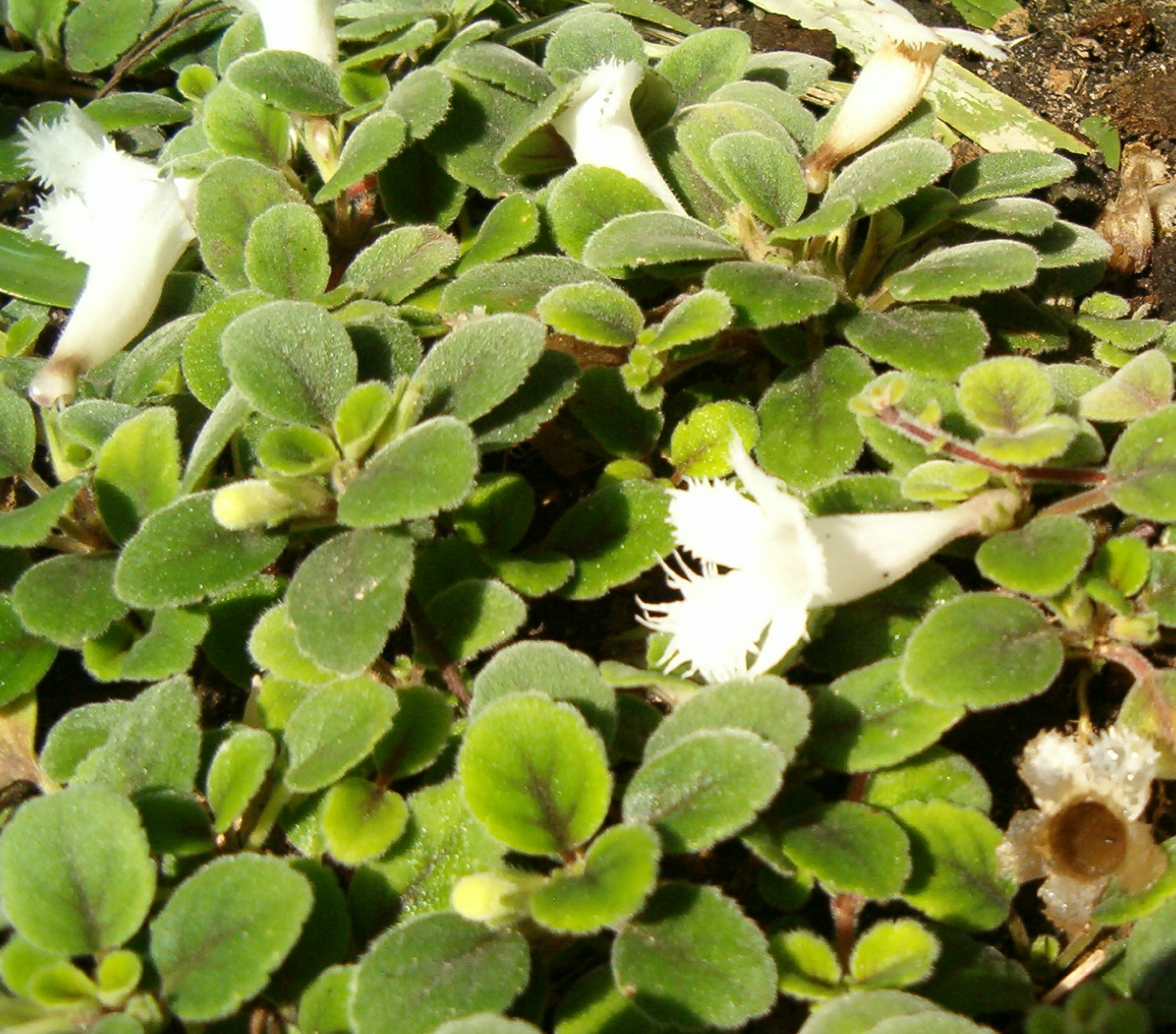
Alsobia dianthiflora
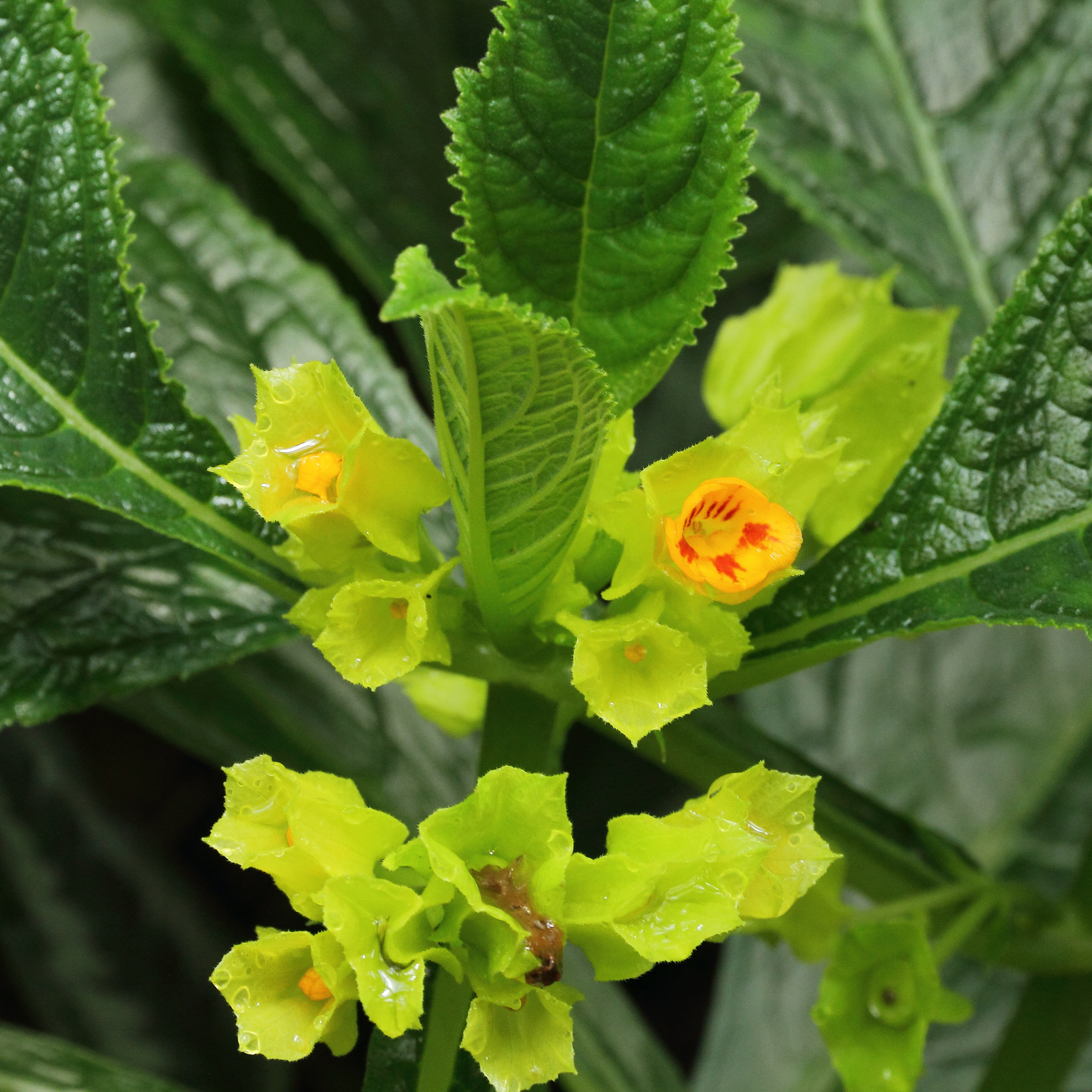
Chrysothemis friedrichsthaliana
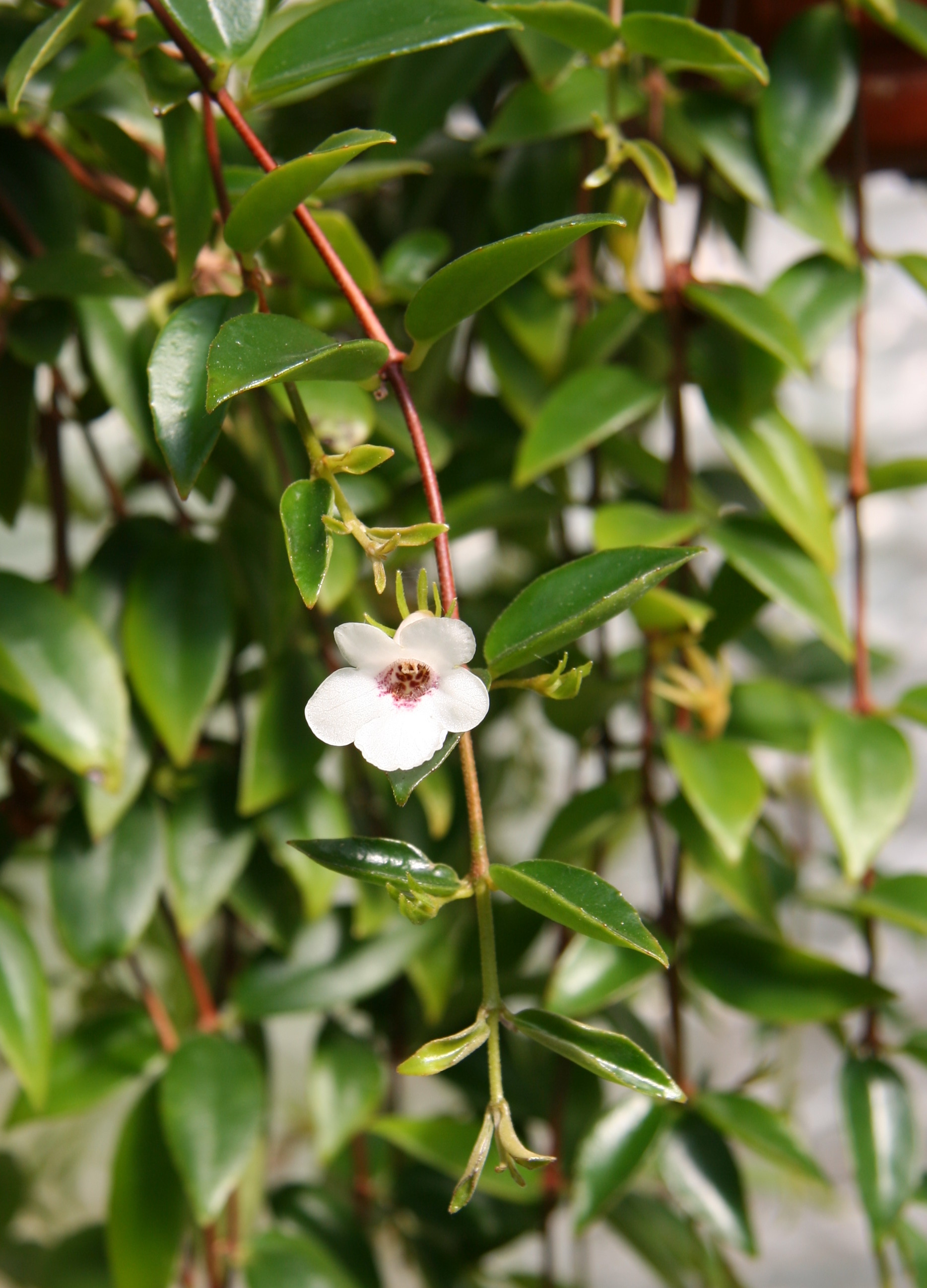
Codonanthe gracilis
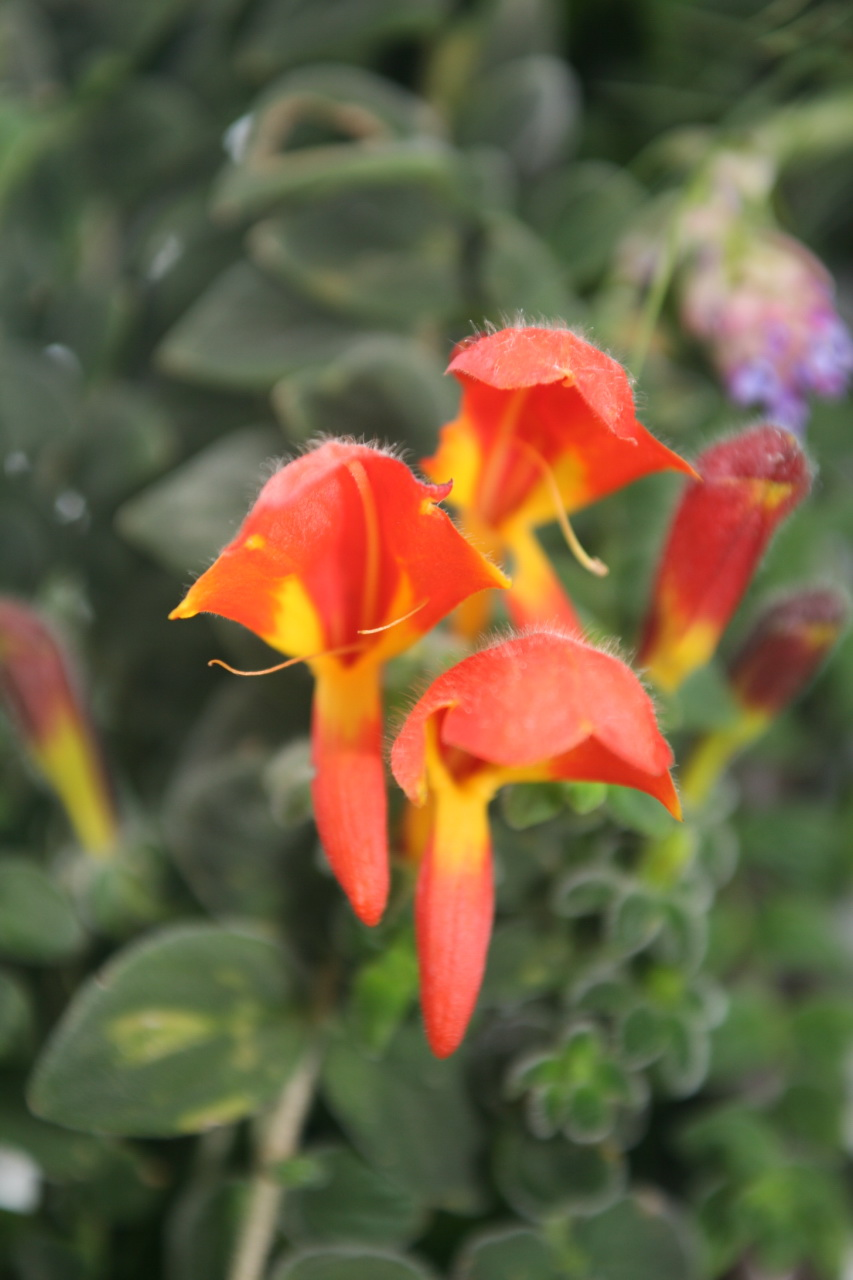
Columnea gloriosa
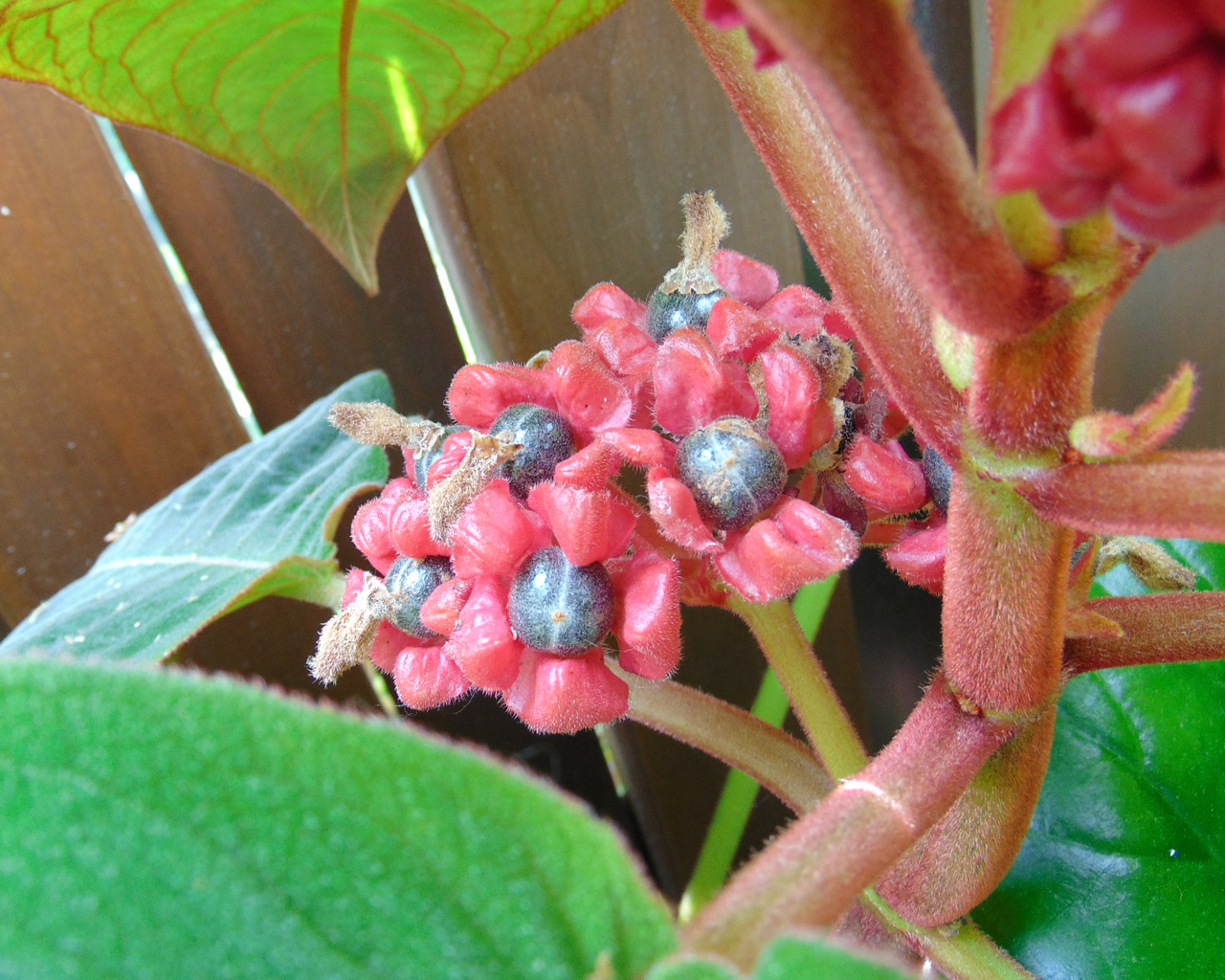
Corytoplectus capitatus
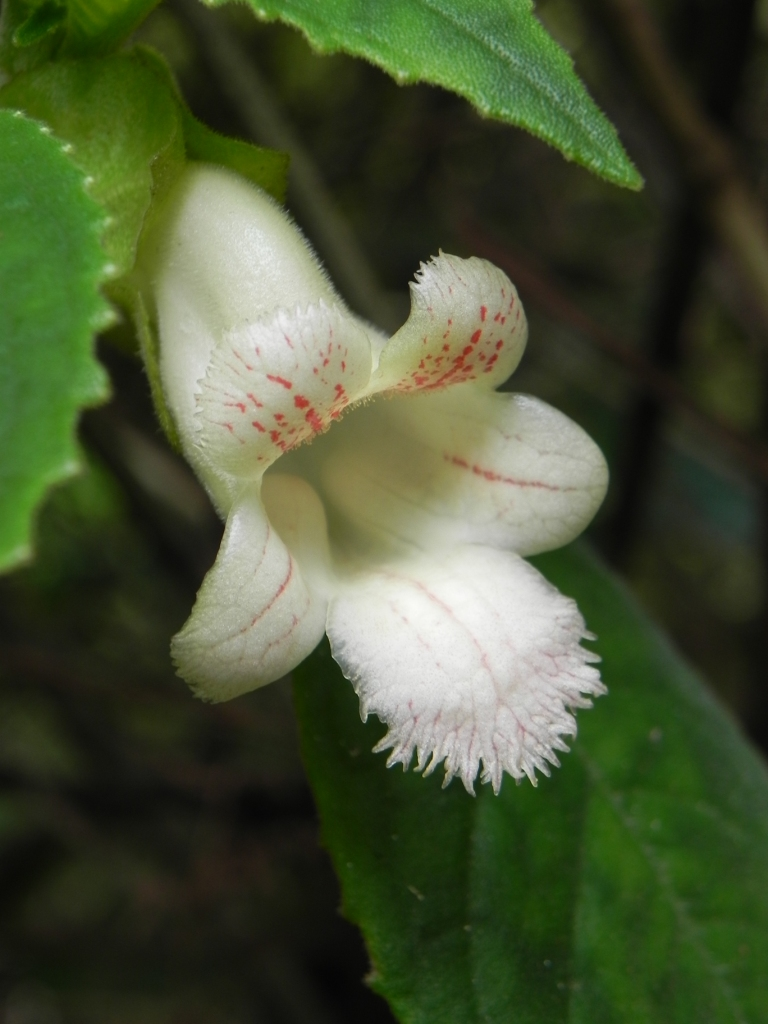
Drymonia serrulata
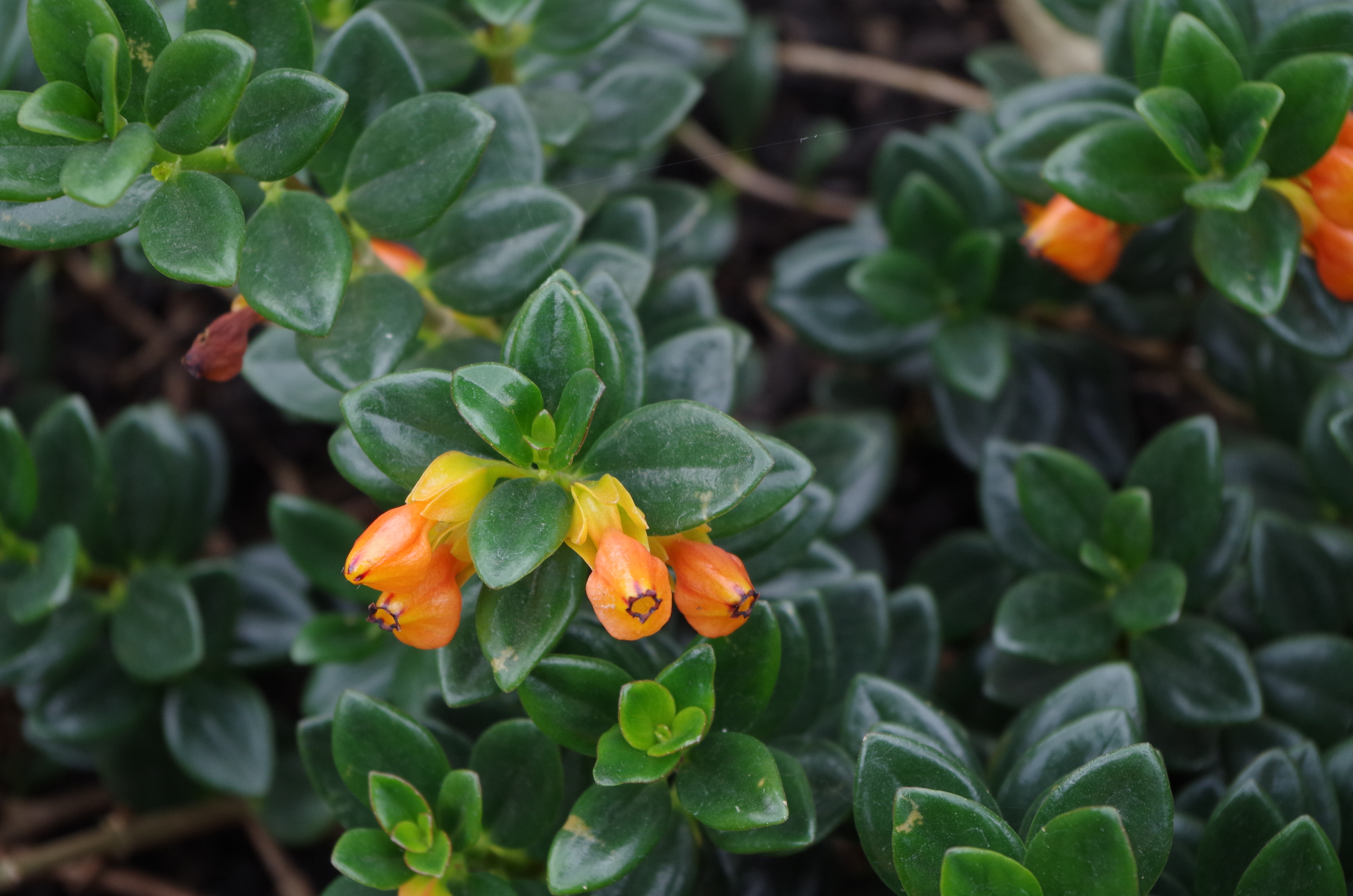
Nematanthus gregarius
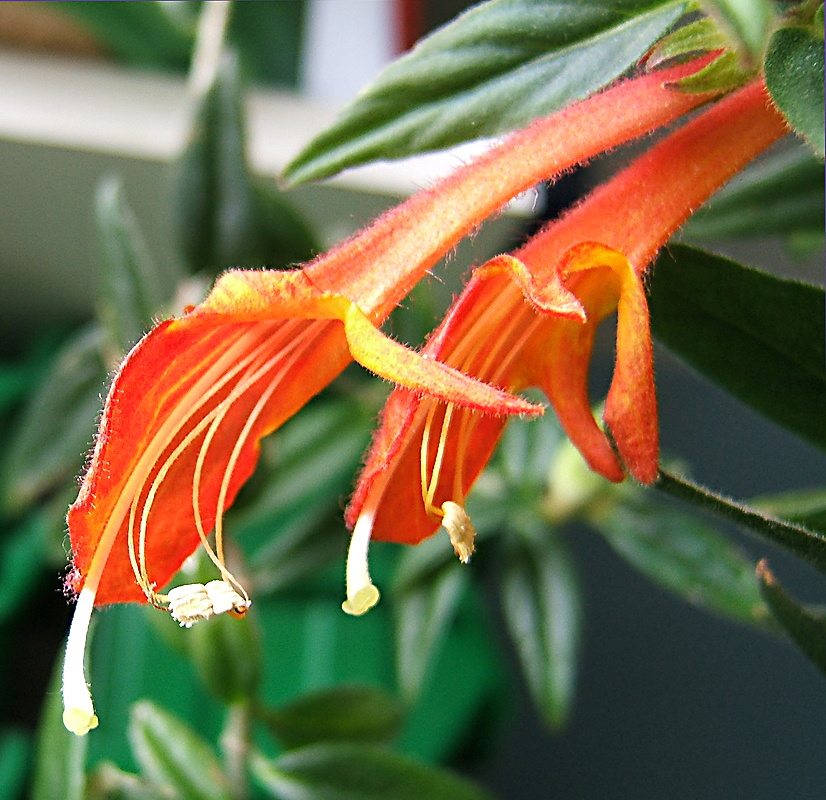
Columnea crassifolia
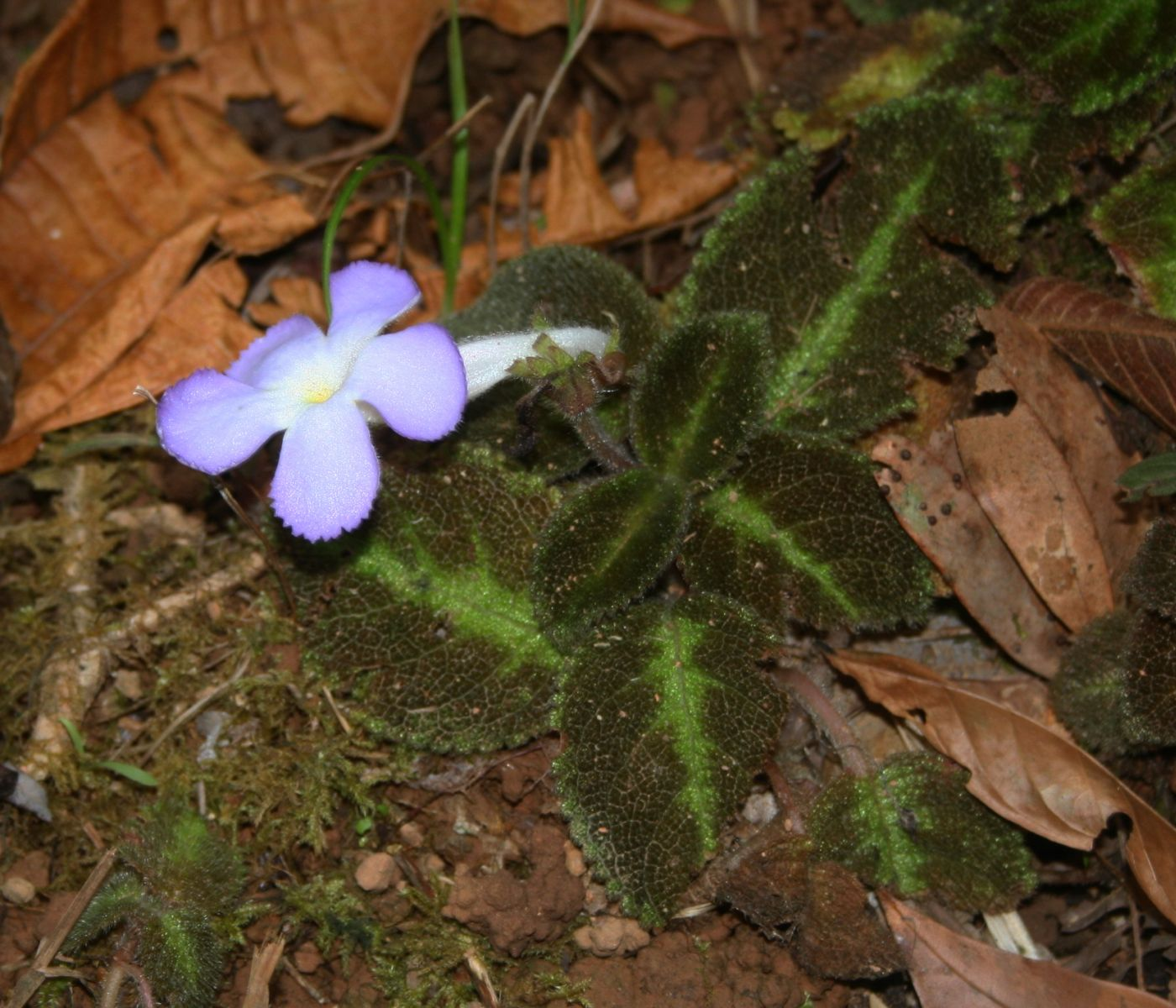
Episcia lilacina
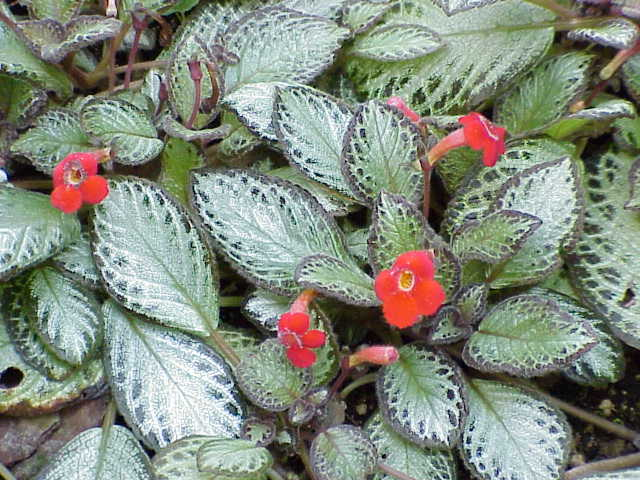
Episcia reptans